# Zarizyno-Park

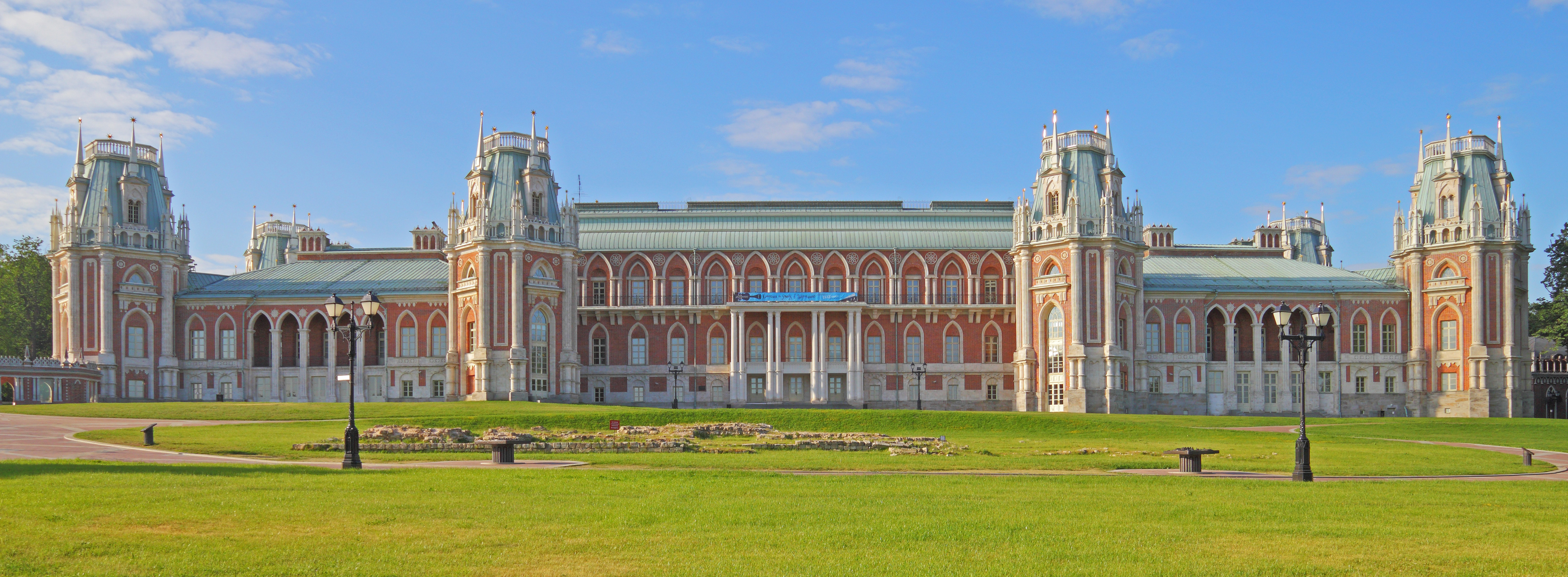
Das 2007 restaurierte Schloss im Zarizyno-Park

Der Zarizyno-Schlosspark (russisch Цари́цыно) befindet sich im gleichnamigen Stadtteil im Südlichen Verwaltungsbezirk der russischen Hauptstadt Moskau, etwa 18 km vom Stadtzentrum entfernt.

## Geschichte
Das Gelände wurde 1712 noch unter seinem ursprünglichen Namen „Tschornaja Grjas“ (russisch: Schwarzer Schlamm) von Peter I. dem Großen dem moldauischen Woiwoden und Universalgelehrten Dimitrie Cantemir geschenkt. Dessen Sohn, der Dichter und Diplomat Antioch Dmitrijewitsch Kantemir, verkaufte das Landgut 1775 an Katharina die Große, die vor den Toren Moskaus einen Landsitz errichten wollte. Sie ließ das Anwesen in Zarizyno (russisch: „Ort der Zarin“) umbenennen.
Die Zarin gab einen Bau in Auftrag, der mit den Bauten in und um Sankt Petersburg mithalten sollte. Nach zehnjähriger Bautätigkeit unter Leitung des Architekten Wassili Baschenow zeigte sie sich mit dem ersten Hauptgebäude sehr unzufrieden und ließ es wieder abreißen. Bis 1793 wurde an einem zweiten Entwurf gebaut, die Bautätigkeit wurde jedoch eingestellt, als das Haupt- und die wichtigsten Nebengebäude nur annähernd zur Hälfte beendet waren. Im Verlauf des 19. Jahrhunderts wurden einige kleinere Nebengebäude im Neoklassischen Stil vollendet, die Hauptgebäude blieben zum Teil jedoch bis zur Jahrtausendwende unvollendet. In den 1980er Jahren wurde schließlich in Teilen ein Museum eröffnet. Gemeinsam mit dem landschaftlich reizvollen Park bildeten die Ruinen ein beliebtes Ausflugsziel.

## Gegenwart
2004 ging das bis dahin dem russischen Staat gehörende Gelände im Austausch gegen ein anderes Museum an die Stadt Moskau, die es seitdem nach neuen Plänen weiterbaut. Die Stadtverwaltung plant, im fertiggestellten Komplex eine „Moskauer Eremitage“ unterzubringen. Die Restaurierung der Bauwerke und des Parks wurde Anfang September 2007 abgeschlossen.

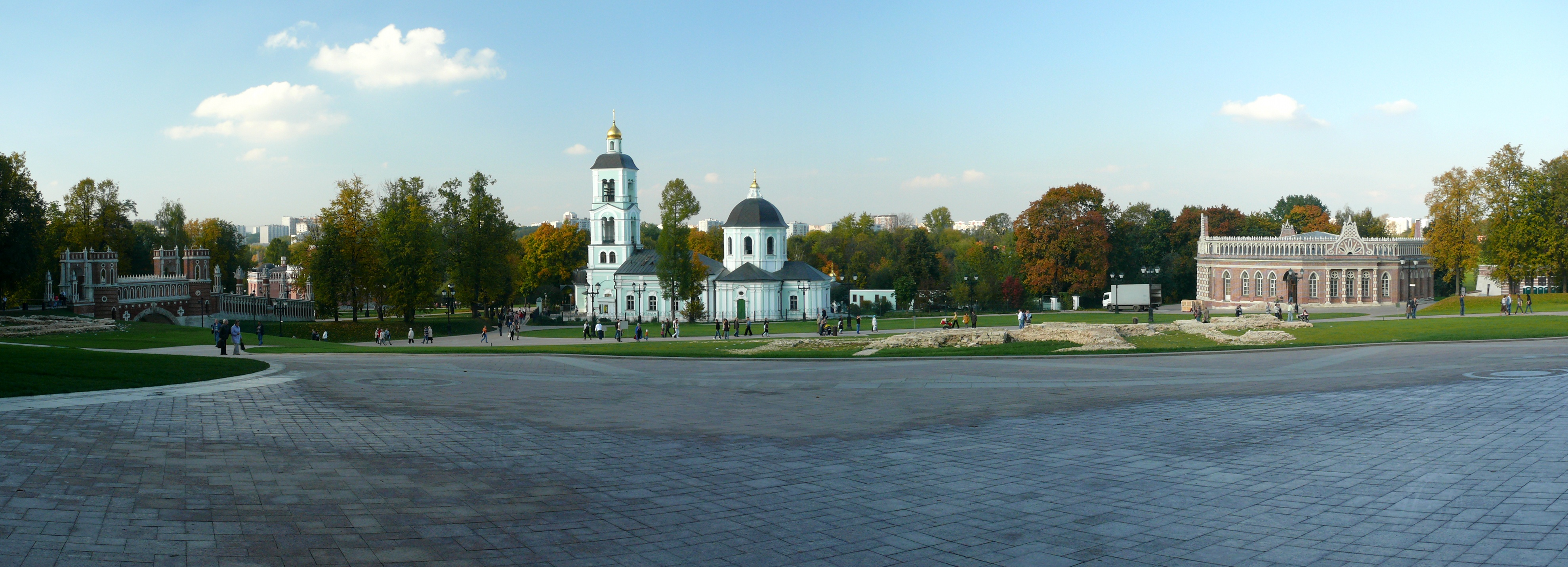
Blick vom Schloss nach Norden. In der Mitte die Kirche der Gottesmutter-Ikone „Leben bringende Quelle“.
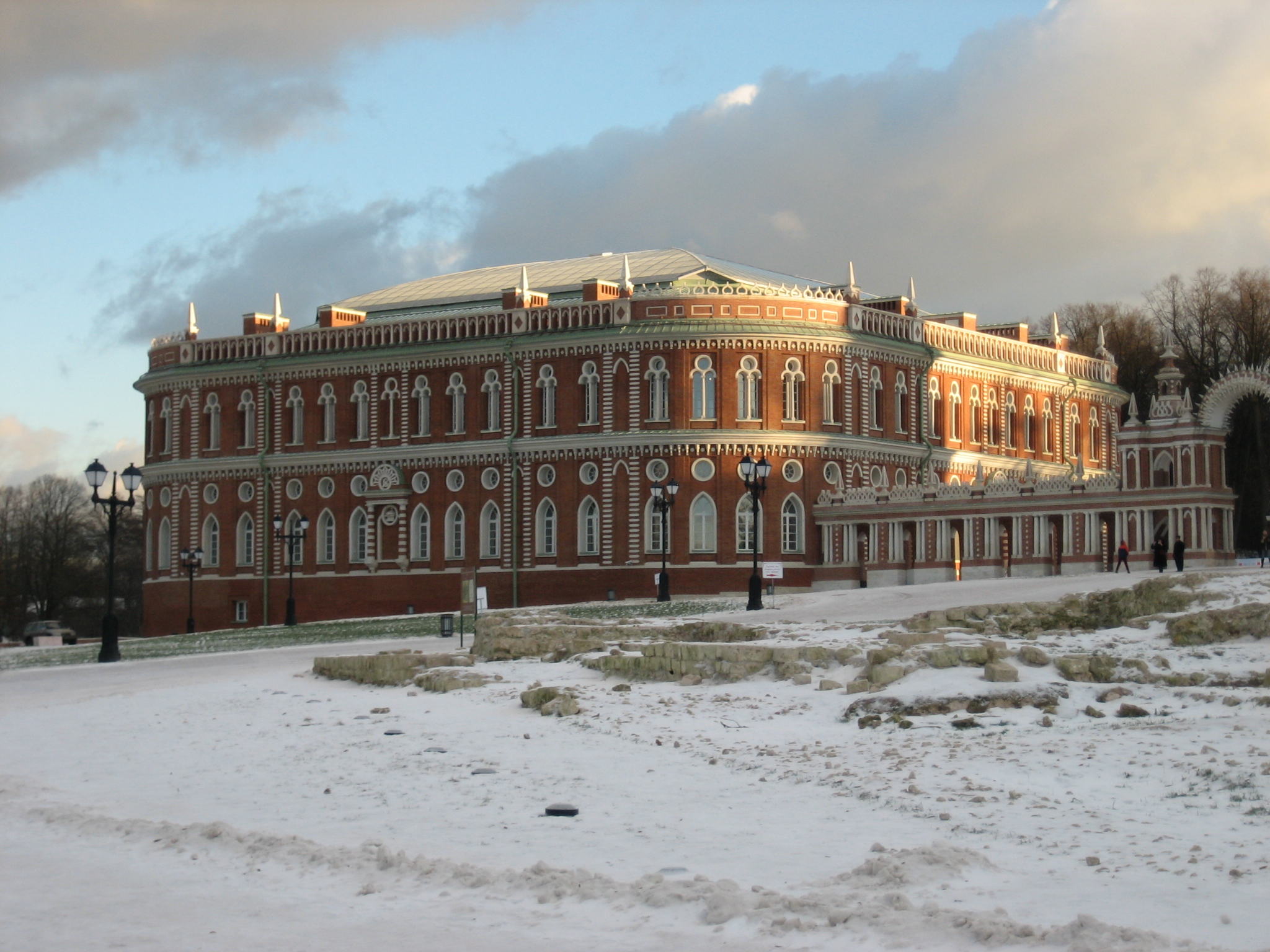
Im Winter
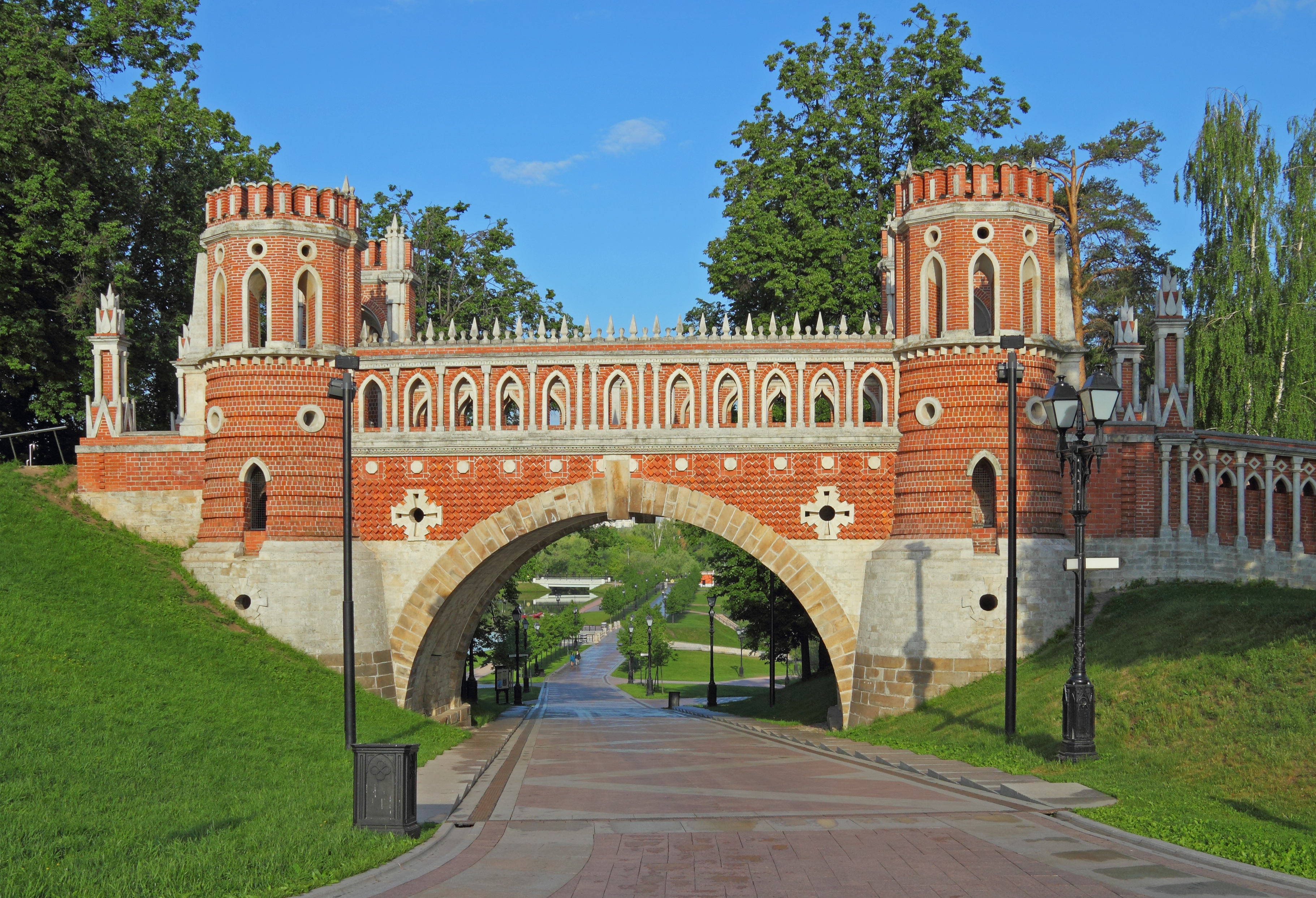
Die Figurenbrücke (Фигурный мост oder Figurny-Brücke) im Park des Zarizyno-Palastes
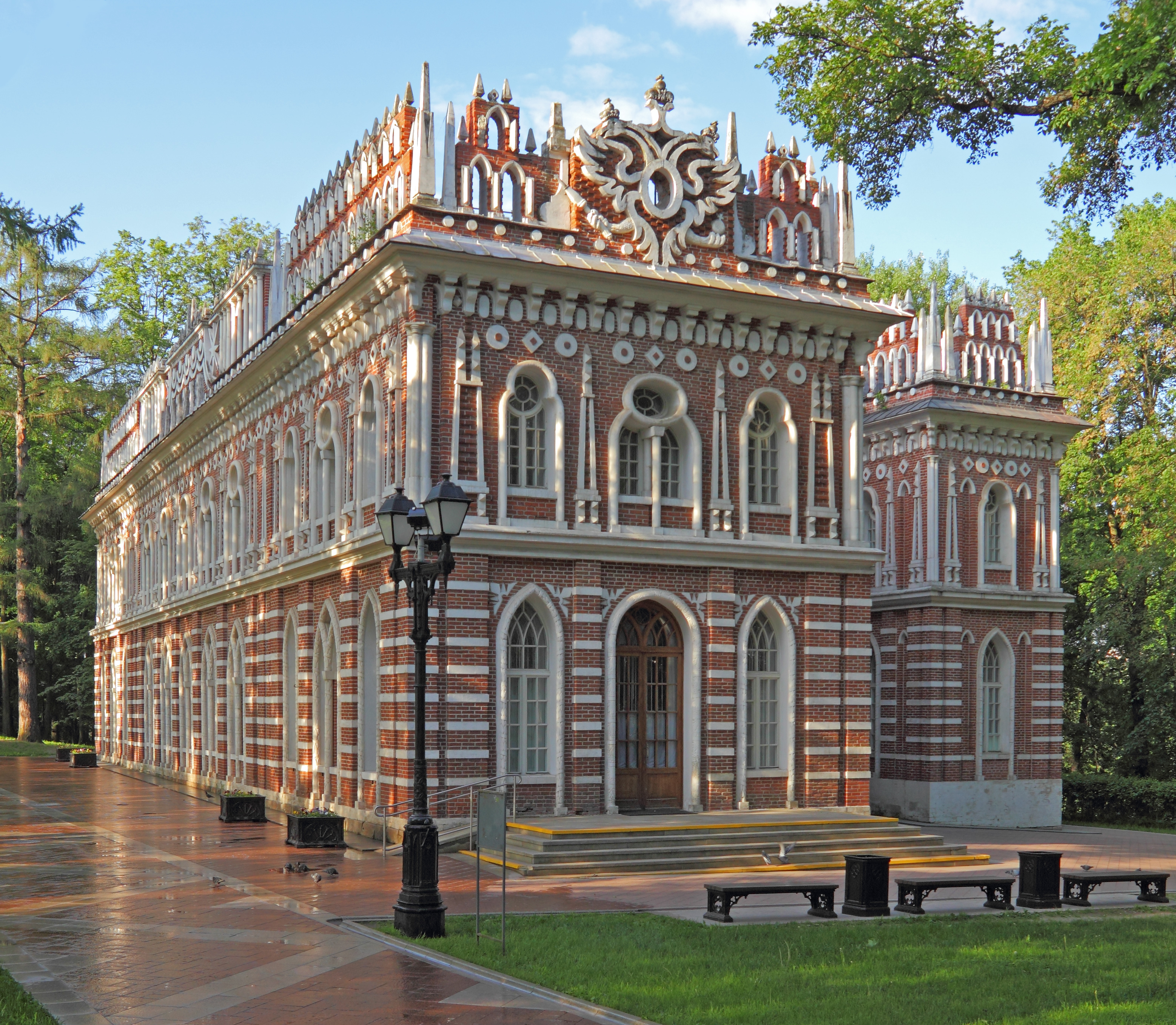
Opernhaus
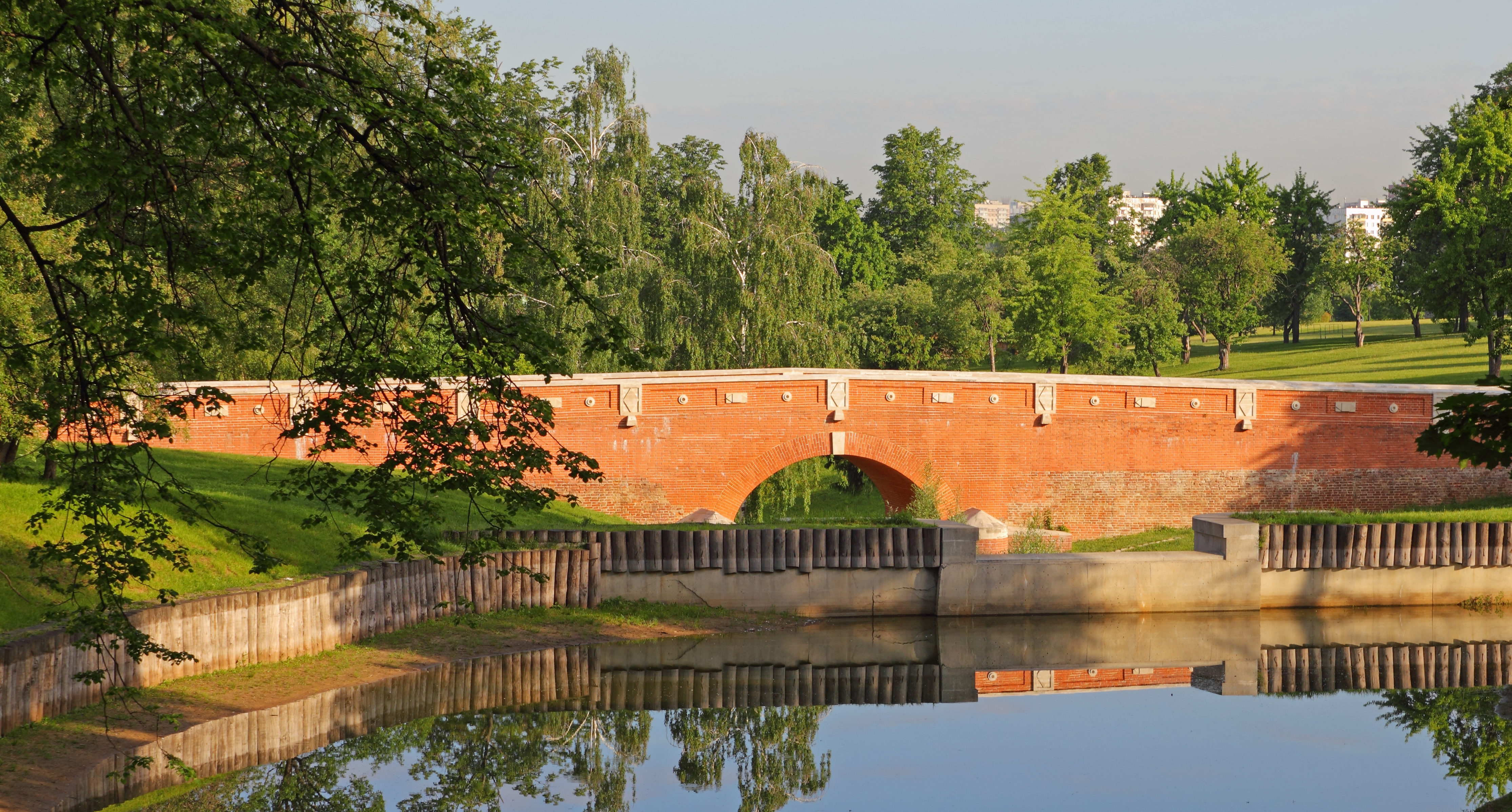
Gewächshausbrücke